# Estrada Parque Península Norte (DF-009)
A DF-009, também chamada Estrada Parque Península Norte (EPPN) é uma rodovia radial do Distrito Federal, no Brasil. Fica no Lago Norte, saindo do Eixo Norte, na BR-450, no trecho onde ela é a Estrada Parque Indústria e Abastecimento (EPIA), indo através da península norte até o Clube do Congresso.
A EPPN tem quatro faixas, com duas em cada sentido separadas por um canteiro central. A velocidade máxima é de sessenta quilômetros por hora.
É uma das estradas parque - tradução literal das vias americanas chamadas parkway - cuja ideia veio de Lúcio Costa para vias de trânsito rápido, sem interrupções e com uma paisagem bucólica, diferente das caóticas rodovias tradicionais, o que acabou se perdendo com o tempo. A EPTT, por exemplo, fica em meio a cidade.